# Nalametan
Nalametan ist ein Ort im osttimoresischen Suco Balibo Vila (Verwaltungsamt Balibo, Gemeinde Bobonaro). Er liegt am Fuß eines Hügels in einer Meereshöhe von 545 m im Zentrum der Aldeia Fatuk Laran. Der Ort befindet sich an einer Straße, die von Balibo, dem Hauptort des Verwaltungsamtes, nach Cowa im Süden führt. Nördlich von Nalametan liegt die Siedlung Fatuk Laran 1, südlich die Siedlung Cabang Lalis. Westlich erhebt sich der Berg Taruik Lowedar (551 m).
Vor der Verwaltungsreform 2015 gehörte Nalametan noch zum Suco Leohito.